# Germ Free Adolescents
Albums de X-Ray Spex
Conscious Consumer
(1995)
Germ Free Adolescents est un album du groupe punk rock X-Ray Spex, sorti en 1978. 

## L'album
Le groupe a déjà connu le succès avec le titre Oh Bondage, up yours (qui sera inclus dans les rééditions de l'album) lorsqu'il sort Germ free Adolescents. Quatre singles en seront issus. Lora Logic, qui n'a joué que sur deux titres du groupe auparavant (Oh bondage ! Up yours et I am a cliché), quitte rapidement le groupe, sous l'influence de sa mère professeur, pour terminer ses études ; en effet, elle n'avait que 16 ans à l'époque. Elle est remplacée par Rudi (Steve) Thompson, qui joue sur l'album excepté sur Identity et The day the world turned day-glo. Sur ces deux titres, c'est Ted Bunting, un saxophoniste plus expérimenté, qui joue sur les conseils de Falcon Stuart, le manager et producteur du groupe. Rudi Thompson vivra assez mal cette éviction et cet épisode contribuera à la séparation du groupe. 
Poly Styrene (née Marianne Joan Elliott-Said le 3 juillet 1957) quitte le groupe en 1979, épuisée par les tournées et souffrant de troubles psychologiques. Elle renonce par la suite à la musique punk pour se consacrer à l'étude de Krishna et enregistrer par la suite plusieurs opus sous son propre nom. Elle succombe à un cancer du sein foudroyant le 25 avril 2011, à l'âge de 53 ans, un mois après que son dernier album Generation Indigo, unanimement acclamé par la critique musicale anglaise, est sorti en Angleterre et juste un jour après qu'il est sorti aux États-Unis. 
Jak Airport (né Jack Stafford en 1955), qui assure toutes les parties de guitares sur l'album et en particulier le riff de The day the world turn day-glo que Poly aimait beaucoup et qui reste une de ses signatures les plus typiques et qui contribuera au son si particulier du groupe, succombe lui aussi à un cancer le 13 août 2004 à 49 ans.  
L'album fait partie des 1001 Albums You Must Hear Before You Die et a été classé à la 8e place des plus grands albums punk-rock par The Guinness Encyclopedia of Popular Music(1994), à la 5e place des albums punk-rock les plus essentiels par Spin (2001) et à la 19e place du Top 50 des albums punk par Mojo.  

### Titres
Tous les titres sont de Poly Styrene. 
1. Art-I-Ficial(3:24)
2. Obsessed with You (2:30)
3. Warrior in Woolworths (3:06)
4. Let's Submerge (3:26)
5. I Can't Do Anything (2:58)
6. Identity (2:25)
7. Genetic Engineering (2:49)
8. I Live Off You (2:09)
9. I Am a Poseur (2:34)
10. Germfree Adolescents (3:14)
11. Plastic Bag (4:54)
12. The Day the World Turned Day-Glo (2:53)

### Musiciens
- Poly Styrene : voix
- Jak Airport : guitare
- Paul Dean : basse
- Rudi Thompson : saxophone
- B.P. Hurding : batterie
- Ted Bunting : saxophone sur Identity et The Day the World Turned Day-Glo